# كوثر بن هنية
كوثر بن هنية (27 أغسطس 1977 -) هي مخرجة سينمائية تونسية أخرجت عدة أفلام طويلة وقصيرة وفيلما وثائقيا. رشح فيلمها على كف عفريت لجائزة الأوسكار لأفضل فيلم بلغة أجنبية خلال حفل توزيع جوائز الأوسكار الحادي والتسعون في 2019. وقد عُرض الفيلم في قسم جائزة نظرة ما في مهرجان كان السينمائي 2017. وفاز فيلم «زينب تكره الثلج» بالتانيت الذهبي في أيام قرطاج السينمائية في 2016.

## النشأة والمسيرة
ولدت كوثر بن هنية في سيدي بوزيد بتونس ودرست الإخراج السينمائي في معهد الفنون والسينما في تونس العاصمة وفي جامعة «لا فيميس» في باريس والتي درست فيها أيضا كتابة السيناريو منذ 2005. وأخرجت في 2006 فيلما قصيرا لأول مرة هو «أنا وأختي والشيء» وفي 2010 الشريط الوثائقي «الأئمة يذهبون إلى المدرسة». وشارك شريطها القصير «يد اللوح» في عدة مهرجانات سينمائية وفاز بأكثر من عشر جوائز. وأخرجت شريطا طويلا هو «شلاط تونس» وعرض فيلمها على كف عفريت في قسم جائزة نظرة ما في مهرجان كان السينمائي 2017. ورشح نفس الفيلم لجائزة الأوسكار لأفضل فيلم بلغة أجنبية خلال حفل توزيع جوائز الأوسكار الحادي والتسعون في 2019.

## الجوائز والتكريم
- 2014: جائزة الجمهور، مهرجان القاهرة الدولي لسينما المرأة عن فيلم «يد اللوح» (مناصفة مع فيلم آخر)
- 2016: التانيت الذهبي، أيام قرطاج السينمائية 2016 عن فيلم «زينب تكره الثلج»
- 2016: وسام الاستحقاق الثقافي من رتبة فارس، تونس
- 2023: جائزة الشرق الوثائقية بمهرجان البحر الأحمر الدورة الثالثة عن فيلم "بنات ألفة"[2]

## أعمالها
- 2004: الخرق (فيلم مدرسي قصير) (14 دق) (بالفرنسية: La Brèche)
- 2006: أنا وأختي والشيء (فيلم قصير) (14 دق)
- 2010: الأئمة يذهبون إلى المدرسة (فيلم وثائقي)
- 2013: شلاط تونس
- 2013: يد اللوح (فيلم قصير)
- 2016: زينب تكره الثلج
- 2017: على كف عفريت
- 2018: بطيخ الشيخ (فيلم قصير)
- 2020: الرجل الذي باع ظهره

## وصلات خارجية
- كوثر بن هنية على موقع IMDb (الإنجليزية)
- كوثر بن هنية على موقع ألو سيني (الفرنسية)
- كوثر بن هنية على موقع قاعدة بيانات الفيلم (الإنجليزية)